# Tamkó Sirató Károly
Tamkó Sirató Károly, Tamkó Károly, Sirató Károly, Charles Sirato, Ch. T. Sirato (Újvidék, 1905. január 26. – Budapest, 1980. január 1.) József Attila-díjas (1976) magyar költő, művészetfilozófus, műfordító.

## Életpályája
A Sirató művésznevet még ifjúkorában vette fel, hogy megkülönböztesse magát orvos édesapjától. Tizenkét éves korától verselt, tizenhat évesen (1921) megjelentette első, Ady Endre hatása alatt álló verseskönyvét, „Az Élet tavaszán”-t. 1922–1927 között Budapesten jogot végzett. Ügyvédjelölt, könyvtáros volt. Verseiben a kor lírai formanyelvének szinte minden lehetőségét kipróbálta. A „Papírember” (1928) című második verseskönyvét, melynek függelékében jelentek meg vizuális versei, értetlen kritika fogadta. Másfél évre Debrecenbe költözött, majd 1930-ban Párizsba utazott. Súlyos egzisztenciális gondokkal, utóbb betegséggel is küzdött. 1933-ban a „Cercle François Villon” tagjaként ismeretséget kötött néhány avantgárd művésszel. 1936-ban Párizsban – a többi között Vaszilij Kandinszkij és Hans Arp aláírásával – kiadta a „Dimenzionista Manifesztum”-ot, amelynek megjelenése után néhány nappal hazatért gyógyíttatni magát.

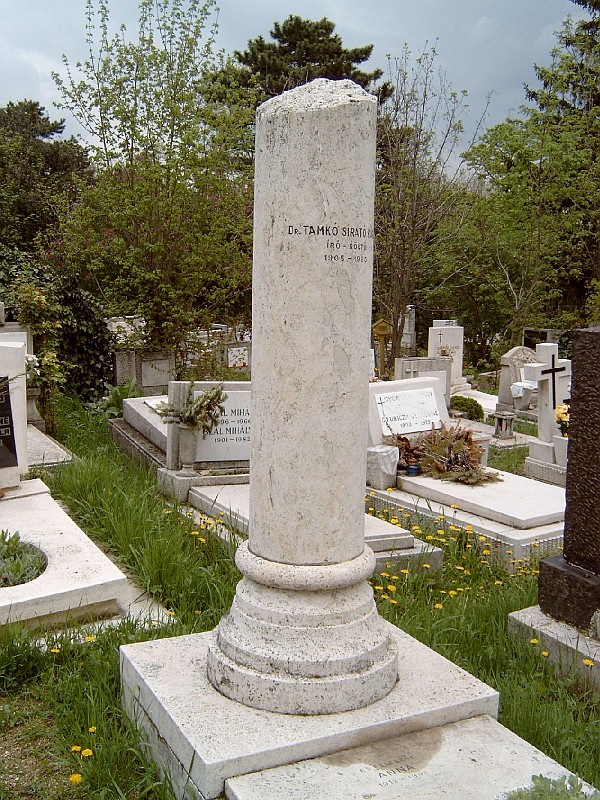
Tamkó Sirató Károly sírja Budapesten. Farkasréti temető: 5/4-1-76

Átmeneti javulása idején az Orion Rádiógyár számára írt reklámszövegeket. Befelé forduló, halálközelséget sugalló verseit „Kiáltás” címmel foglalta kötetbe 1942-ben. Már-már végzetessé váló betegségéből a jóga segítségével lábalt ki, 1948–1960 között szinte kizárólagosan a légzőrendszer alakításával és tapasztalatainak elméletté kovácsolásával foglalkozott. Rendszerét a „Ne légy többé beteg!” című kéziratban maradt munkájában tette véglegessé. Az avantgárd új hulláma idején költészete és teoretikus ténykedése iránt ismét nagy érdeklődés mutatkozott. Újabb lírája azonban egyenetlen volt, népszerűségét gyermekversei alapozták meg. Modern francia, orosz és szerb költőket fordított magyarra.

## Dimenzionista manifesztum
A fiatal Tamkó Párizsban, 1936-ban kiáltványban foglalta össze elvi-elméleti gondolatait az avantgárd feladatairól és céljairól. A Dimenzionista manifesztumot számos híresség írta alá (pl. Vaszilij Kandinszkij, Marcel Duchamp, Joan Miró), Tamkó hatása az absztrakt geometrikus művészeti mozgalomban, a MADI-ban, illetve olyan kortárs költők életművében, mint Petőcz András, vagy Szombathy Bálint, máig érzékelhető.

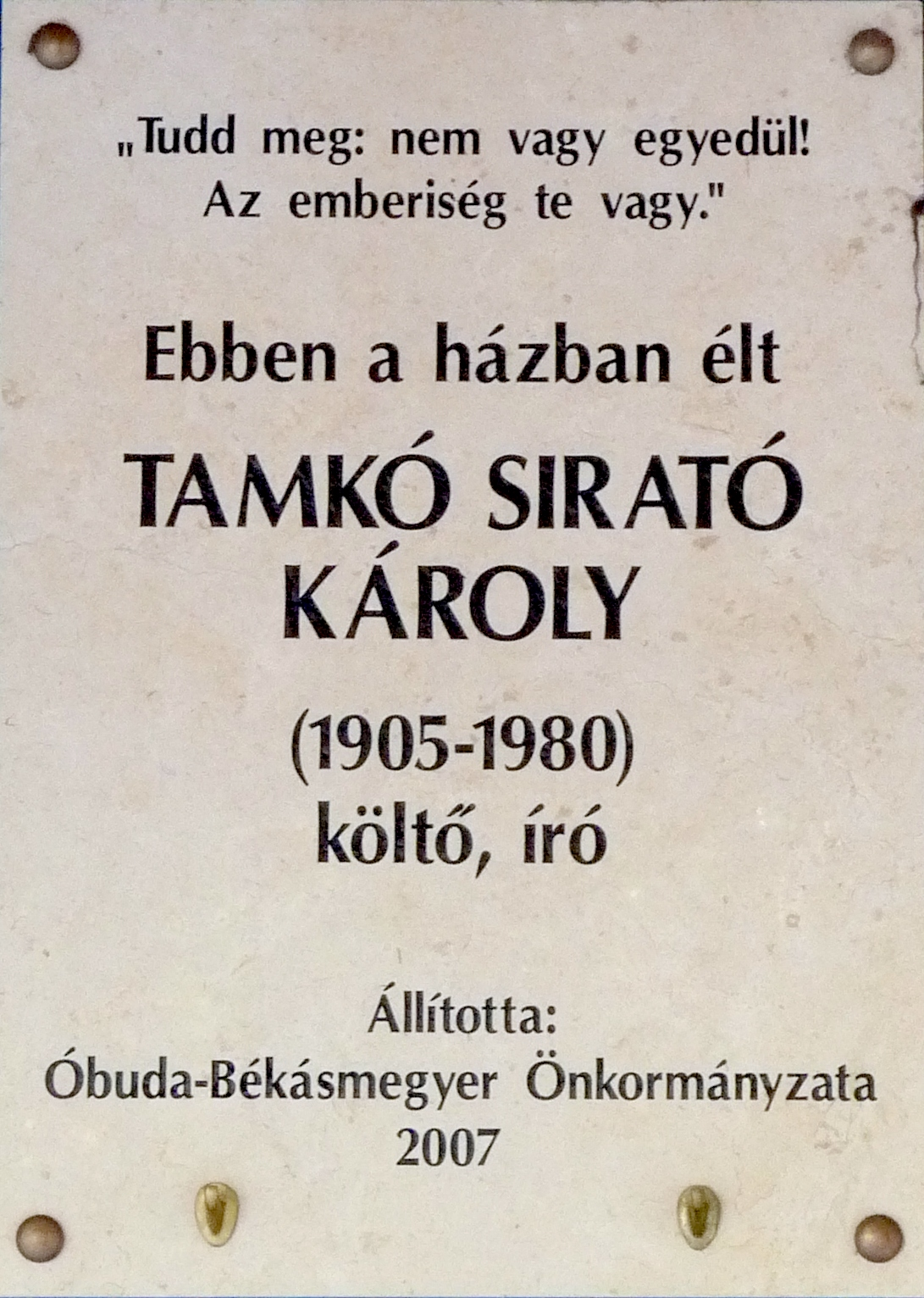
Emléktáblája Budapest III. kerületében (a Vöröskereszt utca 14. szám alatt)

„Hol a Bajkál halat dajkál,
kis pej lován ott poroszkál, […]”

## Művei
- Az Élet tavaszán (versek, 1921)
- Papírember (versek, 1928)
- Manifeste Dimensioniste (1936)
- Leplanisme (1936)
- Kiáltás (versek, 1942)
- A három űrsziget (tudományos-fantasztikus regény, 1969)
- A Vízöntő-kor hajnalán (versek, 1969)
- Tengerecki Pál (gyermekversek, 1970)
- A hegedű vőlegénye (válogatott műfordítások, 1971)
- Pinty és Ponty (gyermekversek, 1972)
- Kozmogrammok (versek, 1975)
- Tengerecki hazaszáll (gyermekversek, 1975)
- Szélkiáltó (gyermekversek, 1977)
- Jövőbúvárok (válogatott versek, 1980)
- Medirám királylány mesélő kertje (mesék, 1982)
- Összes művei I. (1993)
- Tengerecki. Összegyűjtött játékos versek; szerk., szövegét gond., utószót írta Sipos Lajos ill. Banga Ferenc; Gesta, Bp., 1995
- Tengerecki és a világ. Gyerekversek; ill. Réber László; Holló, Kaposvár, 1998
- A Dimenzionista manifesztum története. A dimenzionizmus (nemeuklideszi művészetek) I. albuma. Az avantgárd művészetek rendszerbe foglalása; szöveggond., jegyz. Klaniczay Júlia, utószó L. Simon László; Artpool–Magyar Műhely, Bp., 2010

## Műfordításai
- I. Evald: A Rogozin-ügy (dráma, 1956)
- E. Roblès: Villanegyed (regény, 1962)
- R. Desnos: A pelikán

## Emlékezete
- Rácz Zsuzsa Nesze Neked Terézanyu! című regényének főhőse negyedikes korában Tamkó Sirató Károly Kattentotta című versével nyer kerületi szavalóversenyt.
- 2025 óta nevét viseli a 221529 Tamkósirató kisbolygó.[3]